# Elżbieta Wiśniewska (lekkoatletka)
Elżbieta Wiśniewska, po mężu Steinhoff (ur. 7 kwietnia 1951 w Zabrzu) – polska lekkoatletka, specjalizująca się w skoku wzwyż, medalistka mistrzostw Polski, reprezentantka Polski.

## Kariera sportowa
Była zawodniczką Górnika Zabrze.
Na mistrzostwach Polski seniorek na otwartym stadionie zdobyła trzy medale w skoku wzwyż - srebrny w 1974 oraz dwa brązowe medale (1972, 1973).
W 1968 wystąpiła na Europejskich Igrzyskach juniorów, zajmując 6. miejsce w skoku wzwyż, z wynikiem 1,60. 
Rekord życiowy w skoku wzwyż: 1,75 (8.10.1972).

## Wykształcenie i praca zawodowa
Jest absolwentką I Liceum Ogólnokształcącego w Zabrzu (1968) i filologii polskiej na Uniwersytecie Śląskim w Katowicach (1973). Następnie pracowała jako nauczycielka języka polskiego, w latach 1973–1977 w Zasadniczej Szkole Zawodowej w Zabrzu Biskupicach, od 1977 w Zespole Szkół Zawodowych przy Przedsiębiorstwie Robót Montażowych Przemysłu Chemicznego Montochem w Gliwicach, przekształconym następnie w Zespół Szkół Zawodowych nr 2 w Zabrzu (m.in. w latach 1988–1991 była wicedyrektorem, a w latach 1991–2002 dyrektorem szkoły). W 2002 została dyrektorem Zespołu Szkół Zawodowych nr 2 w Gliwicach, następnie była dyrektorem Zespołu Szkół Ponadgimnazjalnych w Gliwicach.
Jej mężem jest Janusz Steinhoff.